# 金鉉球
金 鉉球（キム・ヒョング、1944年 - ）は、大韓民国の歴史学者。高麗大学名誉教授。日本古代史と韓日関係史を専攻。論文「大和政権の対外政策」で1985年に早稲田大学で博士を取得。

## 人物
朝鮮全羅北道錦山郡（現・韓国忠清南道錦山郡）生まれ。高麗大学歴史学科卒業。1985年、早稲田大学大学院文学研究科で博士号を取得。早稲田大学では水野祐に師事。1985年、高麗大学歴史教育科教授。2010年2月、定年退職。高麗大学日本研究機関諮問委員。
第1期日韓歴史共同研究に第1分科（古代）として参加し、「6世紀の韓日関係－交流のシステムを中心に－」を発表している。

## 日本語著書
- 金鉉球『大和政権の対外関係研究』吉川弘文館、1985年4月1日。ISBN 4642021329。
- 金鉉球『金教授の日本談義―韓国人のみた日本の虚像と実像』桐書房、1997年10月1日。ISBN 4876473846。